# 인어공주

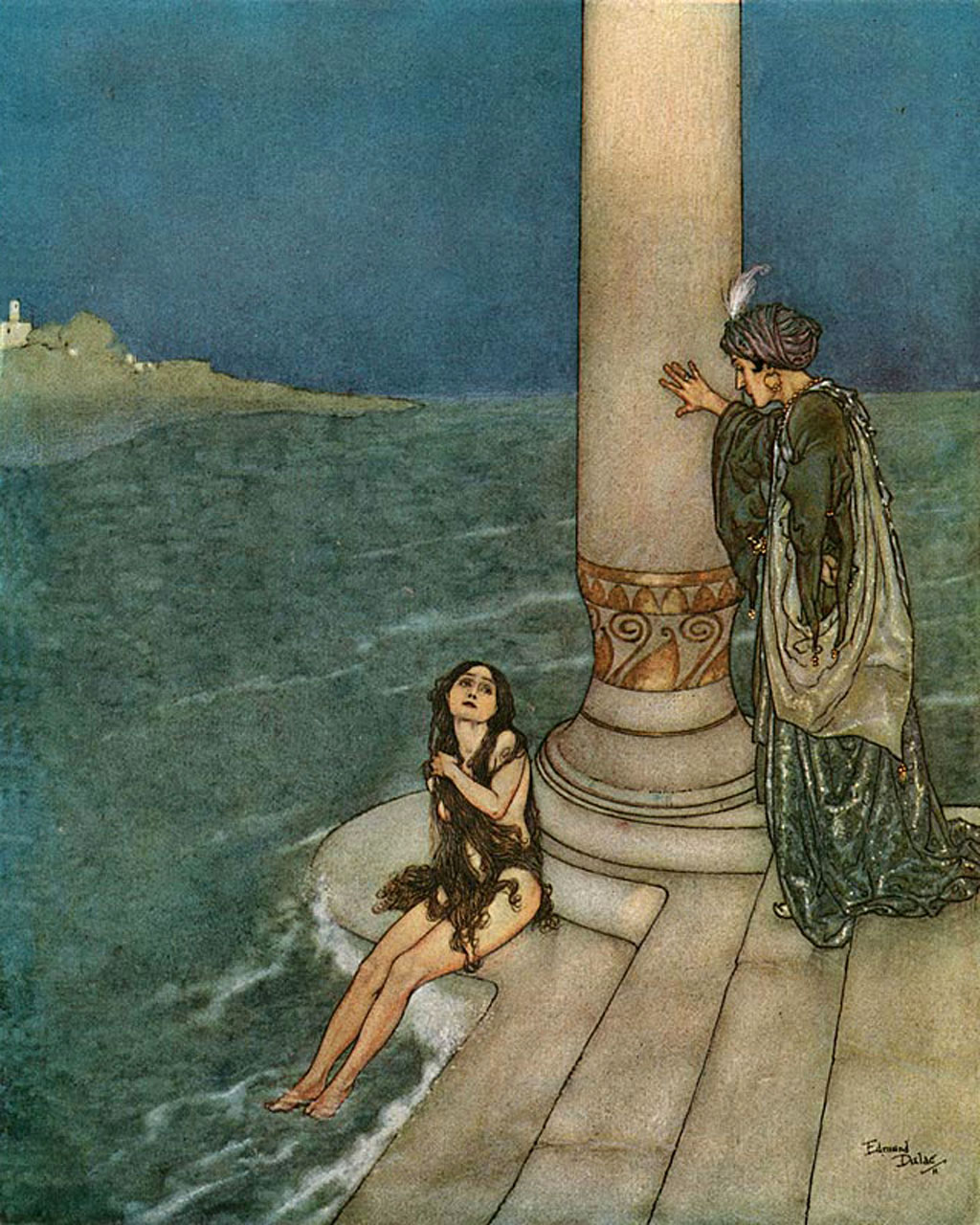
에드먼드 뒬락의 《인어공주》 일러스트레이션

《인어공주》(人魚公主, 덴마크어: Den lille havfrue)는 덴마크의 작가 한스 크리스티안 안데르센이 저술한 동화이다. 1837년 어린이를 위한 동화집의 일부로 최초 출간되었으며, 이야기는 인간의 영혼을 얻기 위해 인어로서의 바다 생활을 포기할 각오가 된 어린 공주 인어의 여정을 따라간다.
원작은 야콥 뵈길드와 페르닐레 헤가드 같은 학자들과 민속학자 마리아 타타르 등에 의해 여러 차례 분석되었다. 이러한 분석들은 이야기의 주제 해석부터 안데르센이 행복한 결말의 비극적 이야기를 쓰기로 결정한 이유에 대한 논의까지 다양한 측면을 다루고 있다. 이 작품은 뮤지컬 극장, 애니메이션, 발레, 오페라, 영화 등 다양한 매체로 각색되었다. 또한 이 이야기가 쓰이고 처음 출판된 덴마크의 코펜하겐에는 인어를 묘사한 동상이 있다.

## 줄거리

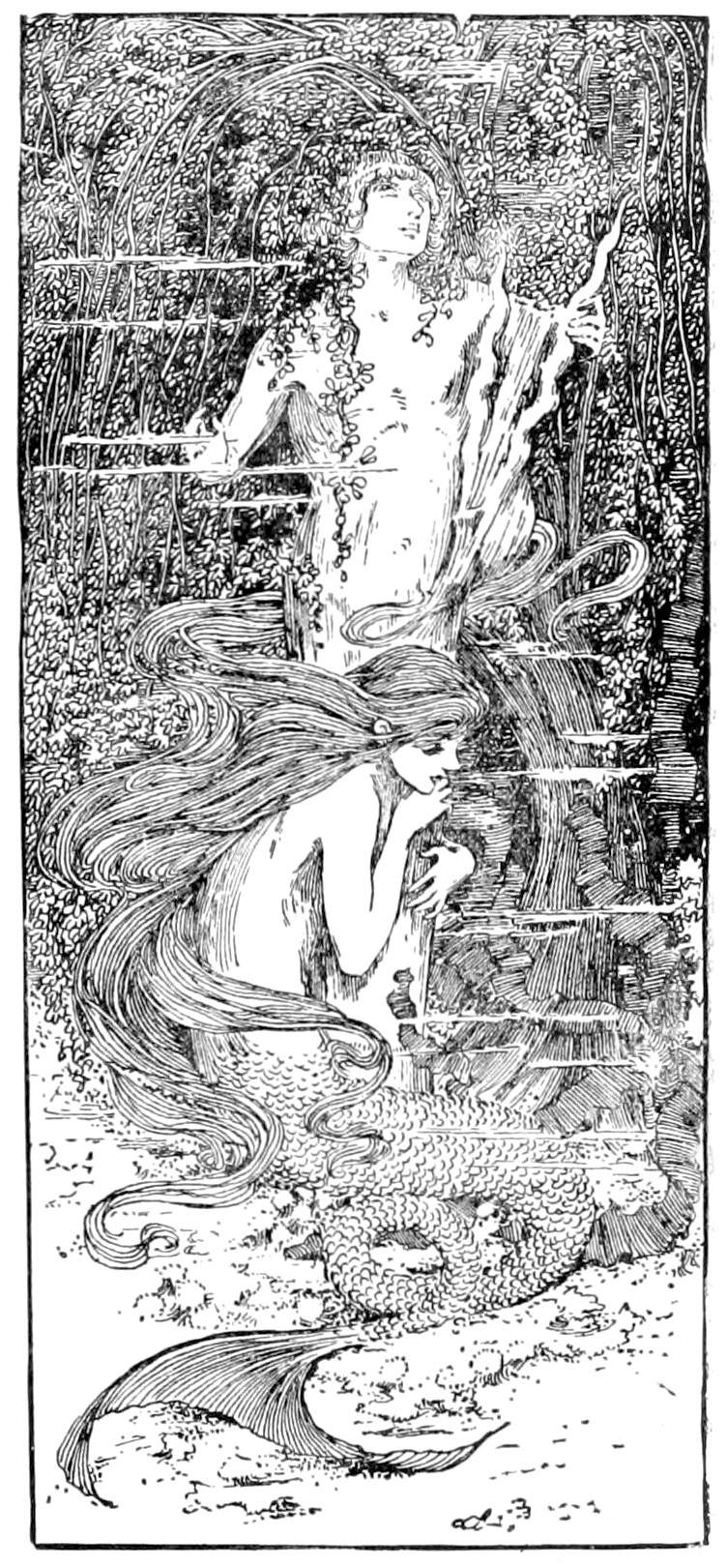
인간 모습의 조각상을 안고 있는 인어공주

인어공주는 그의 아버지인 바다의 왕, 할머니, 그리고 각각 1년 터울로 태어난 다섯 명의 언니들과 함께 이상적인 해저 왕국에서 살고 있다. 인어공주는 바다 위의 세계와 인간에 매료되어 있으며, 궁전의 정원에 인간 소년의 조각상을 보관하고 있다. 가족들로부터 고립되어 외로움을 느끼는 그는 지상 세계를 탐험하고 싶어 하며, 끊임없이 할머니에게 인간에 대한 이야기를 해달라고 요청한다.
인어는 15세가 되면 처음으로 수면 위로 올라가 지상 세계를 엿볼 수 있는 허락을 받는다. 여섯 명의 인어들이 충분히 나이가 들면, 매년 한 명씩 차례로 지상 세계를 방문한다. 각자 돌아올 때마다 인어공주는 인간들이 사는 세계에 대한 다양한 묘사를 간절히 듣는다. 그러나 언니들은 곧 지상 세계에 싫증을 내고 바다 밑에 머무는 것에 만족하게 된다.
인어공주의 차례가 되자, 그는 수면 위로 올라가 잘생긴 왕자를 위해 배에서 열리는 생일 축하 행사를 안전한 거리에서 지켜보다가 그를 사랑하게 된다. 그때 격렬한 폭풍이 몰아쳐 배를 침몰시키고, 인어공주는 왕자를 익사 직전에서 구한다. 그는 의식을 잃은 왕자를 신전 근처의 해안으로 데려간다. 여기서 인어공주는 신전의 한 젊은 여성과 그의 시녀들이 왕자를 발견할 때까지 기다린다. 왕자가 인어공주를 보지 못하였고 심지어 자신의 목숨을 구한 이가 그였다는 사실조차 알지 못하자 인어공주는 실망한다.
우울해진 인어공주는 할머니에게 인간이 영원히 살 수 있는지 묻는다. 할머니는 인간의 수명이 인어(약 300년)보다 훨씬 짧지만 천국에서 영원히 사는 영혼을 가진 반면, 인어는 죽으면 바다 거품이 되어 소멸한다고 설명한다.
왕자와 영원한 영혼을 갈망하는 인어공주는 위험한 바다 지역에 사는 바다 마녀를 찾아간다. 마녀는 인어공주에게 왕자의 사랑을 얻으려는 시도가 실패할 운명이라고 경고하지만, 기꺼이 그를 돕는다. 마녀는 지느러미를 인간의 다리로 바꾸는 물약을 인어공주의 목소리(혀)와 교환한다. 인어공주가 전 세계에서 가장 매혹적인 목소리를 가지고 있기 때문이다. 마녀는 인어공주에게 인간이 되면 다시는 바다로 돌아올 수 없다고 경고한다. 물약을 마시면 몸에 칼이 관통하는 듯한 느낌이 들 것이다. 회복하면 두 개의 인간 다리를 갖게 되어 어떤 인간도 춤추지 못했던 방식으로 춤을 출 수 있게 된다. 그러나 꼬리를 잃은 고통은 결코 사라지지 않을 것이다. 끊임없이 날카로운 칼날 위를 걷는 것 같은 느낌을 받을 것이며, 발에서 피가 심하게 날 것이다. 더욱이 인어공주는 왕자의 사랑을 얻어 결혼해야만 영혼을 얻을 수 있다. 그래야 왕자 영혼의 일부가 그에게 흘러들어갈 수 있기 때문이다. 그렇지 않으면, 왕자가 다른 사람과 결혼한 후 첫날 새벽에 인어공주는 상심하여 죽고 파도 위에서 바다 거품으로 녹아버릴 것이다.
인어공주는 이 약속에 동의한 후 왕자의 성 근처 수면으로 헤엄쳐 올라가 물약을 마신다. 액체는 몸을 관통하는 칼처럼 느껴지고 그는 해변에서 벌거벗은 채로 기절한다. 왕자가 그를 발견하고 그의 아름다움과 우아함에 매료되지만, 그가 말을 하지 못한다는 것을 알게 된다. 무엇보다도 왕자는 그의 춤을 보는 것을 좋아하며, 인어공주는 매 발걸음마다 극심한 고통을 겪으면서도 왕자를 위해 춤을 춘다. 곧 인어공주는 왕자가 가장 좋아하는 동반자가 되어 많은 외출에 그와 함께한다. 그가 말을 하지 못하기 때문에 왕자는 그에게 가장 깊은 생각과 감정을 털어놓는다. 하지만 왕자는 그를 전혀 사랑하지 않으며, 그를 한 인격체라기보다는 애완동물로 여겨 그의 침실 문 밖 바닥에서 자게 한다.
왕자의 부모가 그에게 정략결혼으로 이웃 나라의 공주와 결혼하라고 권할 때, 왕자는 인어공주에게 공주를 사랑하지 않기 때문에 그렇게 하지 않을 것이라고 말한다. 그는 자신을 구해준 것으로 믿는 신전의 젊은 여성만을 사랑할 수 있다고 말한다. 알고 보니 이웃 나라의 공주가 바로 그 신전의 여성이었는데, 교육을 받기 위해 신전에 보내졌던 것이다. 왕자는 그에 대한 사랑을 선언하고, 곧바로 왕실 결혼식이 발표된다.

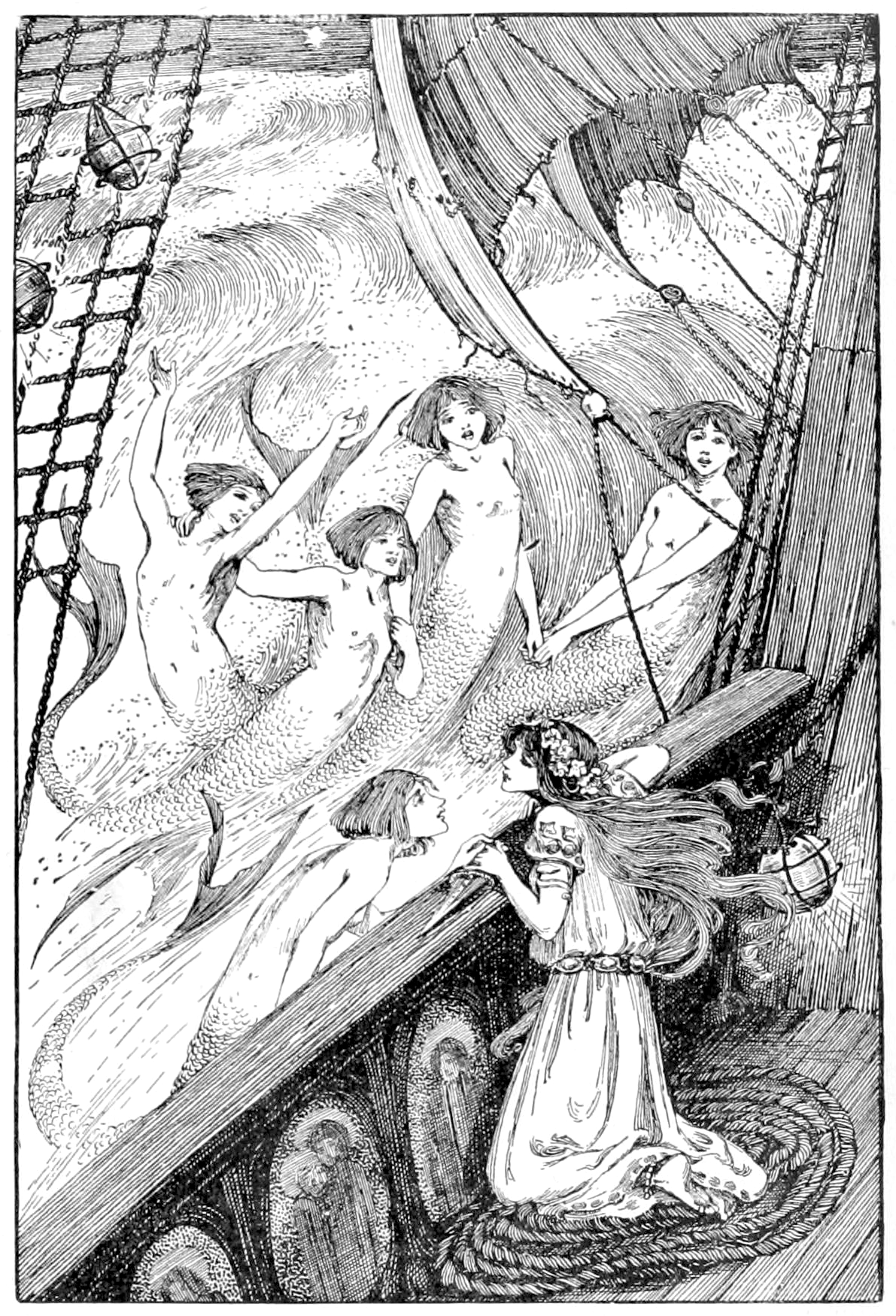
인어공주에게 단검을 건네는 인어 자매들

왕자와 공주는 결혼식 배에서 그들의 새로운 결혼을 축하하고, 인어공주의 마음은 산산조각 난다. 그는 자신이 희생한 모든 것과 왕자를 위해 견뎌온 모든 고통을 생각한다. 그는 자신을 기다리고 있는 죽음을 생각하며 절망하지만, 새벽이 오기 전에 그의 언니들이 물 위로 올라와 바다 마녀가 그들의 긴 아름다운 머리카락과 교환해 준 단검을 가져온다. 만약 인어공주가 왕자를 죽이고 그의 피를 자신의 발에 떨어뜨리면, 그는 다시 인어가 되어 모든 고통이 끝나고 가족들과 함께 바다에서 온전한 삶을 살 수 있을 것이다. 그러나 인어공주는 새 아내와 함께 잠들어 있는 왕자를 죽일 수 없어 새벽이 밝아오는 순간 배에서 단검과 함께 바다 속으로 몸을 던진다.
인어공주의 몸은 거품으로 녹아들지만, 존재를 멈추는 대신 따뜻한 태양을 느끼며 자신이 빛나고 영묘한 지상의 정령, 즉 공기의 딸이 되었음을 발견한다. 인어공주가 대기로 올라가자 다른 딸들이 그를 맞이하며, 그가 불멸의 영혼을 얻기 위해 온 마음을 다해 노력했기 때문에 그들과 같은 존재가 되었다고 말한다.
인어공주는 자신의 희생 덕분에 주어진 수명(인어와 같은 300년) 동안 선행을 할 기회를 얻게 되고, 수명이 다하면 영혼을 받아 천국으로 올라갈 수 있게 된다.

## 출판
《인어공주》는 1836년 한스 크리스티안 안데르센이 저술하였으며, 1837년 4월 7일 코펜하겐에서 C.A. 라이첼에 의해 처음 출판되었다. 이는 《어린이를 위해 들려주는 동화. 첫 번째 모음집》(덴마크어: Eventyr, fortalte for Børn. Første Samling.)이라는 제목의 한스 크리스티안 안데르센의 9편의 동화 모음집에 포함되어 있었다.
이 이야기는 1849년 12월 18일 《동화. 1850》(Eventyr. 1850)의 일부로 재출판되었으며, 1862년 12월 15일에는 《동화와 이야기》(Eventyr og Historier) 제1권의 일부로 다시 출판되었다.

## 비평

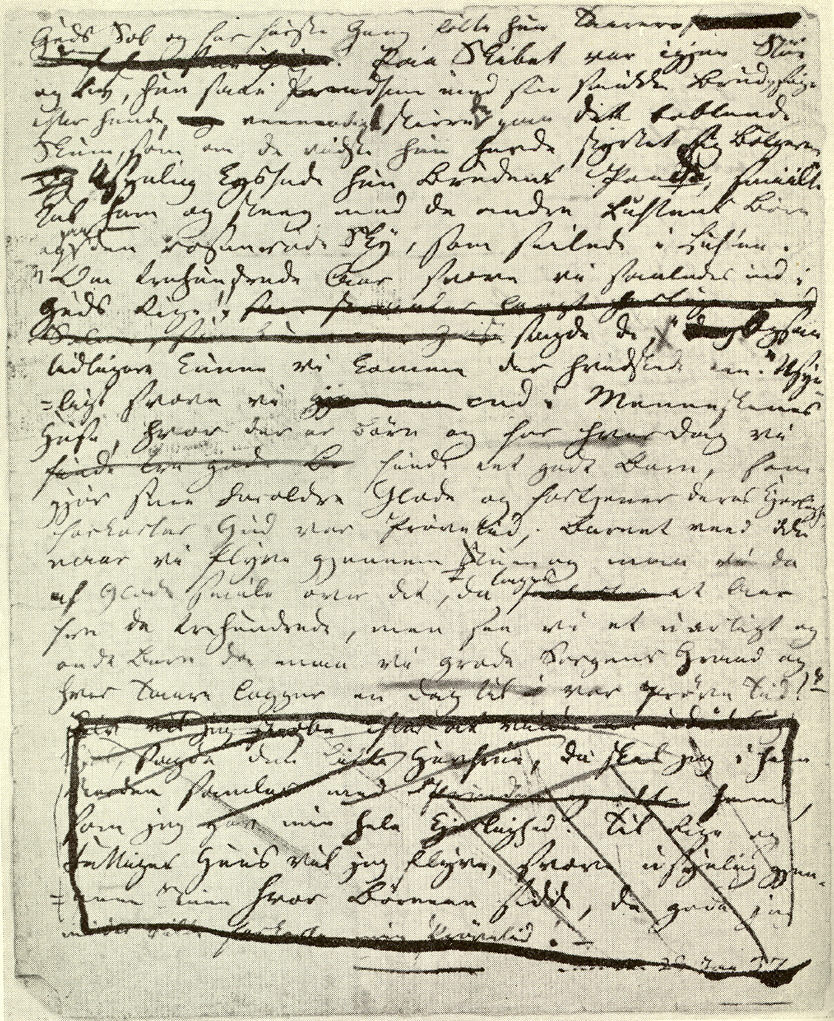
원본 원고의 마지막 페이지

인어의 죽음과 부활로 끝나는 결말은 논쟁과 비평을 불러일으켰다. 어린이들의 착한 행동이 인어가 더 빨리 영혼을 얻는 데 도움이 되지만, 나쁜 행동은 그의 봉사 기간에 날짜를 더한다는 사실에 대해 《메리 포핀스》의 저자이자 저명한 민속학 평론가인 P. L. 트래버스는 이렇게 썼다. "아이가 착하게 굴면 1년이 줄고, 아이가 말썽을 부릴 때마다 눈물 한 방울에 하루가 더해진다고요? 안데르센, 이건 협박입니다. 아이들은 이를 알고 있으면서도 아무 말도 하지 않죠. 이게 바로 관용이군요."
야콥 뵈길드와 페르닐레 헤가드와 같은 다른 학자들도 결말이 비극에서 벗어나는 것에 주목한다. 그들은 인어의 죽음으로 이어지는 사건들이 비극으로 절정에 달해야 하지만, 갑작스러운 반전으로 인해 서사가 희망적인 성공으로 끝난다고 지적한다. 뵈길드와 헤가드는 이러한 불연속적인 결말이 안데르센의 감상주의와 종교적 신념의 결과가 아니라고 주장한다. 오히려 이상화된 육체적, 종교적 상징에 대한 안데르센의 회의주의에서 비롯된 의도적인 모호성의 선택이었다고 본다.
그러나 쇠렌 바게센과 제임스 마센게일을 포함한 다른 비평가들은 이 결말이 급조된 것이 아니라 종교적 서사로서의 이야기 구조의 자연스러운 일부라고 주장했다. 이 이야기의 작업 제목은 "공기의 딸들"이었는데, 안데르센이 구상한 바에 따르면 이들은 300년 동안의 선행을 함으로써 영혼을 얻을 수 있는 영혼들이다. 이야기의 끝에서 이 영혼들 중 하나가 인어공주에게 설명하기를, 그들은 인류를 위해 할 수 있는 한 많은 선한 일을 하여 그 세월이 끝날 때 불멸의 영혼을 받아 "인류의 행복에 동참할" 수 있다고 한다. 영혼들은 또한 인어공주가 왕자를 죽이기를 거부하고 고통 속에서도 계속해서 인간을 위해 선한 일을 했기 때문에 "영혼의 세계로 자신을 높였으며" 공기의 딸들과 함께 300년간의 선행에 참여할 수 있다고 설명한다.
안데르센은 결혼을 통해 영혼을 얻는 또 다른 인어 이야기인 《운디네》의 영향을 받았지만, 자신의 결말이 개선된 것이라고 생각했다. 1837년, 원고를 완성한 직후 안데르센은 한 친구에게 이렇게 썼다. "나는 드 라 모트 푸케의 《운디네》처럼 인어가 불멸의 영혼을 얻는 것을 타인, 즉 인간의 사랑에 의존하게 하지 않았소. 그것이 잘못되었다고 확신하오! 그렇게 되면 너무 우연에 좌우되지 않겠소? 나는 이 세상에서 그런 류의 것을 받아들일 수 없소. 나는 내 인어가 더 자연스럽고 신성한 길을 따르도록 허용했소." 안데르센은 이야기의 의미가 성인들에게 가장 잘 어필할 것이라고 생각했지만, 《어린이를 위해 들려주는 동화》의 서문에 이렇게 썼다. "그러나 나는 아이들도 이를 즐길 것이며, 결말 자체가 단순히 고려되더라도 아이들의 마음을 사로잡을 것이라고 감히 추정합니다."

## 주제와 해석

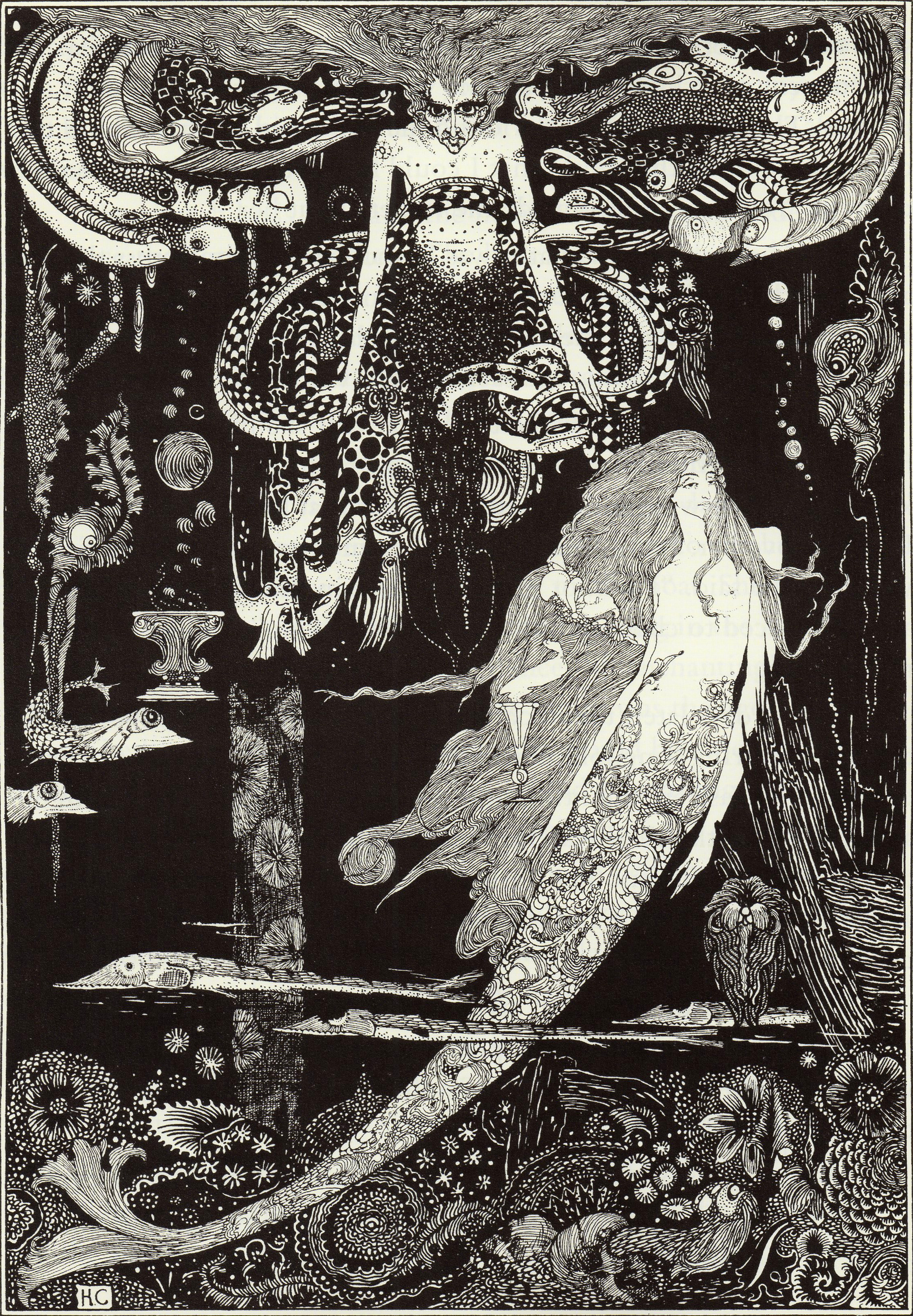
해리 클라크의 판화. "'당신이 원하는 것이 무엇인지 알아요.' 바다 마녀가 말했습니다.

마리아 타타르의 《주석이 달린 고전 동화》에서, 인어공주가 바다 생물에서 인간 형태의 인어로, 그리고 공기의 생물로 변화하는 것은 안데르센이 지속적으로 관심을 가졌던 가변성과 정체성의 변화를 반영하는 것으로 여겨진다. 타타르는 또한 인어공주가 단순히 사랑만을 위해 모든 것을 포기한 것은 아니라고 제안한다. 타타르의 해석에 따르면, 이 이야기는 탐구적 호기심을 가진 드문 여주인공을 보여주는데, 이는 인어의 미지의 것과 금기에 대한 매혹, 그리고 처음부터 자신의 지평을 넓히려는 의도를 통해 드러난다. 그는 왕자를 보기도 전에 이미 바다 위의 세계를 방문하고자 하는 강렬한 열망을 보여준다. 이는 정원의 꽃을 태양 모양으로 배열하고, 할머니와 언니들의 지상 이야기를 듣고, 왕자의 생일 축하 행사 중 그의 선실 창문을 들여다보는 등의 행동을 통해 나타난다. 타타르는 인어공주가 무엇보다도 세상을 탐험하고 이미 알고 있는 것을 넘어선 것들을 발견하기를 원한다고 주장한다. 지상의 세계는 그의 세계보다 더 크게 보이며 모험심을 발휘할 수 있는 더 큰 가능성의 범위를 가지고 있다. 이는 일부 버전의 이야기에서 왕자가 그에게 시동복을 만들어 주어 말을 타고 함께 땅을 탐험할 수 있게 하는 장면에서 잘 드러난다. 여기서 그의 이성복 착용 의지는 성별 경계를 초월하고 세상을 볼 수 있는 위험을 감수하려는 의지를 암시한다. 타타르는 이 또한 안데르센의 정체성 변화에 대한 관심을 보여준다고 본다.
버지니아 보르헤스는 그의 분석에서 이 이야기가 사랑과 자기희생에 대한 메시지를 담고 있으며, 사랑이라는 이름으로 학대나 무신경한 대우를 받아들이는 것의 위험성을 경고한다고 결론짓는다.
수잔 화이트는 이 이야기를 소녀가 남성적인 것으로 상징적으로 이해되는 언어와 사회적 상징(권력, 정치, 행위성)의 질서로 들어가는 어려운 경계적 통과로 해석한다.
예술가 펜 달튼은 로라 멀비의 예술에서의 페티시즘 해석을 활용하여 《인어공주》를 페티시적 의복 착용 및 강박적 성형수술과 연결시켜 남성의 상실 공포와 연관짓는다.
미국 작가 릭터 노턴은 《나의 소중한 소년: 세기를 통한 게이 러브레터》에서, 그리고 독일 학자 하인리히 데터링은 《열린 비밀》에서 《인어공주》가 한스 크리스티안 안데르센이 에드바르 콜린에게 쓴 연애 편지로 쓰여졌다고 추정한다. 이는 안데르센이 콜린의 젊은 여성과의 약혼 소식을 듣고 《인어공주》를 쓸 무렵 콜린에게 보낸 편지에 근거한다. 안데르센은 이렇게 썼다. "나는 예쁜 칼라브리아 소녀에 대해 그러듯이 당신을 갈망합니다... 당신에 대한 나의 감정은 여성의 그것입니다. 내 본성의 여성성과 우리의 우정은 비밀로 남아야 합니다." 안데르센은 또한 원작 이야기를 콜린에게 보냈다. 노턴은 이 서신을 안데르센의 콜린에 대한 동성애적 사랑의 선언으로 해석하며 《인어공주》를 안데르센의 삶에 대한 우화로 설명한다.

## 인어공주상

덴마크 코펜하겐의 인어공주상

코펜하겐 항구의 랑엘리니에 있는 바위 위에 인어공주 동상이 앉아 있다. 이 작고 소박한 동상은 코펜하겐의 상징이자 관광 명소이다.
이 동상은 1909년 칼스버그 창립자의 아들인 칼 야콥센이 동화를 바탕으로 한 발레에 매료된 후 의뢰한 것이다. 조각가 에드워드 에릭센이 동상을 제작했으며, 1913년 8월 23일에 공개되었다. 그의 아내인 엘린 에릭센이 몸의 모델이 되었다. 1909년 덴마크 왕립 발레단 공연에서 인어공주 역을 춤추었던 발레리나 엘렌 프라이스가 머리와 얼굴의 모델이 되었다. 이 동상은 여러 차례 심각한 파손을 당했다.
2010년 5월, 이 동상은 설치된 이래 처음으로 코펜하겐 항구에서 옮겨져 상하이에서 열린 2010년 세계 박람회으로 운송되었으며, 그곳에서 2010년 11월 20일까지 머물렀다.